# Aéroport de Kongolo
L'aéroport de Kongolo (code IATA : KOO • code OACI : FZRQ) est  l'aéroport de la ville de Kongolo sur la rivière Lualaba dans la province de Tanganyika en République démocratique du Congo.

## Accidents
Le 26 août 2007, après avoir détecté un problème de moteur dix minutes après le décollage à l'aéroport de Kongolo, un Antonov An-32B exploité par la Great Lakers Business Company heurte des arbres et s'écrase à 3 kilomètres de la piste de l'aéroport en tentant de revenir, tuant 14 des 15 personnes au bord

## Situation
| Bandundu Basango Mboliasa Bunia Gbadolite Gemena Goma Ilebo Kalemie Kananga Kikwit Kindu Kinshasa-Ndjili Kinshasa-N'Dolo Kisangani Kolwezi Lodja Lubumbashi Matari Matadi Mbandaka Mbuji Mayi Nioki Tshikapa Tshumbe |